# Мариамиты
Мариамиты, известны также как Алеппины или Халабиты, полное название — Маронитский орден Пресвятой Девы Марии (лат. Ordo maronita Beatae Mariae Virginis, араб. Ar-Rouhbanyat Al-Marounyat Liltoubawyat Mariam Al-Azra‎, OMM) — маронитский мужской католический монашеский орден понтификального права.

## История
Монашеский орден мариамитов берёт своё начало от ордена ливанских антониан-маронитов из Алеппо (алеппины). 10 ноября 1695 года ливанские антониане-марониты разделились на два отдельных течения: ливанские марониты (баладиты, OLM) и алеппины-ливанские марониты. В 1770 году Римский папа Климент XIV санкционировал разделение ливанских монахов антониан-маронитов. Первыми членами ордена алеппинов были монахи Габриэль Хауа, Абдалла Караали и Юсуф аль-Бутн. Создание нового ордена поддержал антиохийский патриарх Стефан Дуайхи.
Первоначально официальным наименованием алеппинов было «Орден аллепинов-ливанских маронитов» (краткое наименование — алеппины — от города Алеппо или его арабского аналога Халабийя — халабиты). 31 марта 1732 года Святой Престол утвердил устав алеппинов на основе Правила святого Антония Великого. 9 апреля 1969 года орден был переименован в «Маронитский орден Пресвятой Девы Марии» (краткое наименование — мариамиты).
Третий маронитский орден антониан-маронитов (OAM), принявший Правило святого Антония Великого, основал в 1700 году патриарх Габриэль II Блауза.

## Настоящее время
На 2014 год в ордене действовало 23 монастыря с 127 монахами (из них — 87 священники).
Главный монастырь мариамитов находится в населённом пункте Газир недалеко от Джунии.

## Известные члены
- Бешар Бутрос Раи — антиохийский патриарх.

## Источник
- Annuario Pontificio, Città del Vaticano, Libreria editrice vaticana, 2007. стр. 1462. ISBN 978-88-209-7908-9.